# جاك كوتيه
جاك كوتيه هو كاتب عدل وسياسي كندي، ولد في 19 أبريل 1944 في ساغينيه في كندا. نشط حزبياً في الحزب الكيبيكي. وقد انتخب عضو الجمعية الوطنية في كيبك ‏ وانتخب مشرع الجمعية الوطنية في كيبيك عن دائرة دوبوك (دائرة انتخابية) (30 نوفمبر 1998 – 5 نوفمبر 2008).